# Hilfeleistungslöschboot
Als Hilfeleistungslöschboot (HLB) wird eine Klasse von Feuerlöschbooten bezeichnet, die auf Rhein, Main und Neckar eingesetzt werden. Das erste Boot war die HLB Hecht als Prototyp der Klasse, vier weitere Boote wurden in einer weiterentwickelten Version (unter anderem etwas größer und mit stärkerer Motorisierung) gebaut.

## Hintergrund
Der Bau der Boote geht zurück auf ein Konzept der Internationalen Oberrheinkommission zum Bau einheitlicher Löschboote für die einzelnen Abschnitte des Rheins. Für die Länder Hessen und Rheinland-Pfalz wurde jedoch schnell deutlich, dass die Planungen zu Booten führen würden, für die ein hoher Unterhaltungs- und Ausbildungsaufwand nötig wäre. Beispielsweise wäre für das Führen der Boote ein Rheinschifferpatent nötig geworden, eine Vorgabe, die von den Freiwilligen Feuerwehren nicht zu erbringen gewesen wäre. Beide Länder erarbeiteten daher unabhängig vom Konzept der Internationalen Oberrheinkommission eigene Anforderungen für Löschboote, mit denen beide Länder sich auch gegenseitig unterstützen können sollten.
Der Bau der Boote wurde im Herbst 2009 ausgeschrieben und der Auftrag schließlich an die Werft Neckar-Bootsbau in Neckarsteinach vergeben.

## Beschreibung
Die Hecht als Prototyp ist 0,1 Meter schmaler als die nachfolgenden Einheiten und mit 4,50 Metern Höhe über der Wasserlinie im Vergleich zu 4,65 Metern Höhe bei den nachfolgenden Einheiten auch etwas flacher gebaut. Sie wird von zwei MAN-Dieselmotoren mit jeweils 463 kW Leistung angetrieben und erreicht damit eine Geschwindigkeit von 45 km/h. Der Bau des Schiffes kostete 1,4 Mio. Euro.
Die nachfolgenden Einheiten werden von zwei MAN-Dieselmotoren mit jeweils 800 PS Leistung angetrieben. Sie erreichen eine Höchstgeschwindigkeit von 67 km/h. Der Bau der Schiffe kostete jeweils circa 1,75 Mio. Euro.
Die Schiffe sind mit einem Stromerzeugungsaggregat mit 30 kVA Scheinleistung ausgestattet. Sie verfügen über eine von einem Hilfsmotor mit 294 kW Leistung angetriebene Feuerlöschkreiselpumpe, die 10.000 l/min fördern kann. Die Löscharmatur kann circa 8.000 l/min circa 90 m weit werfen. Die Schiffe sind mit einem 1000-Liter-Tank für Schaummittel zur Erzeugung von Löschschaum ausgerüstet. Im Vorschiffsbereich befindet sich ein Kran, der max. 1,7 t heben kann. Die maximale Ausladung des Krans beträgt 9 Meter. Am Bug befindet sich eine circa 2,3 × 1,5 Meter große Bugklappe, am Heck eine Bergeplattform.
Die Schiffe sind mit einem Explosionsschutz mit automatischer Verriegelung der Außentüren ausgestattet. Weiterhin verfügen sie über Suchscheinwerfer und eine Flutlichtanlage mit Lichtmast. An Bord befinden sich mehrere Tauchpumpen sowie als Feuerwehrausrüstung Chemikalienschutz- und Überlebensanzüge, ein Defibrillator, eine Beatmungseinheit und ein Notfallrucksack.

## Einheiten
| Hilfeleistungslöschboot | Hilfeleistungslöschboot | Hilfeleistungslöschboot | Hilfeleistungslöschboot                       |
| Name                    | Standort                | Indienststellung        | Eigentümer                                    |
| ----------------------- | ----------------------- | ----------------------- | --------------------------------------------- |
| HLB Hecht               | Gernsheim               | 2011                    | Land Hessen                                   |
| HLB Pamina 1            | Karlsruhe               | 2017                    | Land Rheinland-Pfalz / Land Baden-Württemberg |
| HLB Loreley             | St. Goarshausen         | 2019                    | Land Rheinland-Pfalz                          |
| HLB Hanau               | Hanau                   | 2018                    | Stadt Hanau / Land Hessen                     |
| HLB Rhein-Ahr           | Kripp                   | 2020                    | Land Rheinland-Pfalz                          |